# Штауб, Карл Иванович
Штауб, Карл Иванович (1874 — ?) — кандидат технических наук, профессор, заведующий кафедрой «Дорожно-строительные материалы» Саратовского автомобильно-дорожного института (САДИ) (1935—1941), профессор Томского политехнического института (1941) .
Родился 4 мая 1874  в городе  Екатериненштадт  в семье немцев Поволжья .

## Образование
Окончил приготовительное училище в Балаково, Вольское реальное училище (1895) .
В 1901 году закончил Харьковский технологический институт .

## Преподавательская деятельность
В 1901 году преподавал в Елецком железнодорожном училище . В 1902 году приехал в Саратов.
В 1904 году находился в научной командировке в Копенгагене, а также совершил частную поездку на родину своих предков в Германию .
В 1905 году работал преподавателем химического отделения Саратовского соединенного среднего механико- и химико-технического училища .
В 1919 году группа преподавателей училища организовала политехнический институт, первое высшее техническое заведение в Саратове. К.И. Штауб был деканом химического факультета. Избран профессором после объявления Всероссийского конкурса. Возглавлял кафедру сельскохозяйственной технологии. Имел трех аспирантов. В 1922 году политехнический институт был закрыт в связи с тяжелым финансовым положением .
В 1919 году избран лектором Саратовского государственного университета по курсу «Химическая технология» .

## Научная и практическая деятельность
С 1909 по 1918 год под руководством К.И. Штауба в Саратове и соседних губерниях введен в строй ряд заводов: винокуренный, дрожжево-винокуренный, кирпичный, лесопильный завод с лесосушилкой .
С 1912 по 1914 год руководил строительством канализации и сооружений по биологической очистке сточных вод в комплексе зданий Саратовского отделения Государственного банка, Поздеевской больнице и Мариинской женской гимназии Саратова .
В 1912 году инженер-техник К.И. Штауб вступил в должность заведующего испытательной станции (в 1917 году переименована в Областную испытательную станцию), созданной при Саратовской школе огнестойкого строительства имени Императора Александра II. Станция должна была исследовать свойства различных строительных материалов, а также служить справочным бюро по строительному делу для земских учреждений и частных лиц Саратовской губернии. Сотрудники станции обеспечивали также преподавание химии в школе. Задачи и объем работы станции расширялись. В 1920 году К.И. Штауб ставил вопрос об отделении делопроизводства и отчетности станции от школы.
Станция в лице К.И. Штауба принимала деятельное участие в исследовании промышленности Саратовской губернии, предпринятое в 1922 году Губернским  советом  народного хозяйства (Г.С.Н.Х., Губсовнархоз) . В 1924 году испытательная станция Г.С.Н.Х.  уже входит в перечень самостоятельных ученых сообществ и исследовательских организаций  .  В 1927—1928 годах в связи с определением научно-исследовательской цели станция получила статус исследовательской станции Саратовского Г.С.Н.Х.  . В 1929 году К.И. Штауб обсуждал вопрос о необходимости создания центральной испытательной станции и исследовательского института при КрайСНХ .
Ему удалось в 1929 году организовать и возглавить при КрайСНХ филиал Московского института стройматериалов .

### Научно-методические труды
К.И. Штауб — автор более 30 публикаций, в том числе одного учебника и одного изобретения. С 1909 по 1917 являлся ответственным редактором журнала «Вестник Саратовского отделения Императорского Русского технического общества» , в котором опубликовал около 20 статей .
- К.И. Штауб. К вопросу о механическом осветлении или биологическом обезвреживании канализационных вод г. Саратова и спуск их в реку Волгу : [Доклад, чит. в апр. 1910 г. на собрании членов Саратов. отд. Рус. тех. о-ва инж.-технол. Карлом Ивановичем Штауб]. — Саратов: тип. Техн. о-ва, 1910. — 50 с.[15]
- К.И. Штауб. Обезвреживание городских отбросов : Сооружение биол. станций для очистки сточ. и клоач. вод. — Саратов: тип. Техн. о-ва, 1910.[15]
- К.И. Штауб. Круговая эволюция вещества и энергии в природе // Вестник Сарат. отд-ния Русского. техн. об-ва. — Саратов: тип. Техн. о-ва, 1912. — 28 с.[15]
- К.И. Штауб. Круговая эволюция вещества в природе : Докл., чит. авт. в Сарат. о-ве естествоиспытателей. — Саратов: тип. Техн. о-ва, 1912. — 28 с. [12]
- К.И. Штауб. Перспективы свекло-сахарной промышленности в Нижнем Поволжье. — 1925.[16]
- К.И. Штауб. Об оценке природных глин и применение их в промышленности // Строительные материалы. №2. — 1930.[12]
- К.И. Штауб. Авторское свидетельство №40229 на изобретение «Способ изготовления изделий из необожженного (двухводного) гипса». — СССР, 1934. — 1 с.[17]
- М.И. Волков, К.И. Штауб, В.О. Гельмер. Под общ. ред. В.В. Михайлова. Дорожные строительные материалы : Утв. ВКВШ при СНК СССР в качестве учебника для студентов дор. фак-тов автомобил.-дор. ин-тов. — Москва, Ленинград: Наркомхоза РСФСР, 1939. — 584 с.[15][18]
- Под редакцией И.И. Прокофьева, В.И. Каминского, Г.И. Климчицкого, К.И. Штауба, К.П. Севрова, И.С. Ротенбурга. Труды Саратовского автомобильно-дорожного института имени В. М. Молотова. Сб. 3. — Саратов: Саратовское областное государственное издательство, 1939.
- К.И. Штауб. Состав, свойства и новейшие методы испытания портландцемента //Труды Саратовского автомобильно-дорожного института. Сб. 5, С.68-100. — Саратов: Саратовское областное государственное издательство, 1939. [12]
- К.И. Штауб. Новейшие портландцементы для дорожных и других сооружений//Труды Саратовского автомобильно-дорожного института. Сб. 6. — Саратов: Саратовское областное государственное издательство, 1940. [12]
- К.И. Штауб. Борьба с трещинообразованием и конкрециями в производстве строительного кирпича и дорожного клинкера//Труды Саратовского автомобильно-дорожного института. Сб. 7. — Саратов: Саратовское областное государственное издательство, 1941. [12]

## Арест
В ноябре 1930 года он был арестован  органами ОГПУ и освобожден лишь спустя 14 месяцев .

## После освобождения
После освобождения К.И. Штауб не вернулся к работе на исследовательской станции Саратовского Г.С.Н.Х., деятельность станции вскоре прекратилась . Преподавал в вузах Саратова.
Звание профессора он получил в 1934 году  по совокупности работ, не защищая докторской диссертации . В 1935 году присвоена ученая степень кандидата технических наук. В
1935 году по приглашению принят в Саратовский автомобильно-дорожный институт на должность заведующего кафедрой «Дорожно-строительные материалы» . Работал над докторской диссертацией, которую планировал закончить в 1942 году .

## Депортация
В соответствии с Указом Президиума Верховного Совета СССР «О переселении немцев, проживающих в районах Поволжья» от 28 августа 1941 г. вместе с сыном Александром  депортирован в Томск. В 1941 году К.И. Штауб был отмечен в числе немцев-переселенцев, выражавших отрицательный настрой  и  негативное  восприятие  происходящего .
После депортации К.И. Штауб работал до конца жизни в Томском политехническом институте (ТПУ) . С  1941 по 1943 год руководил кафедрой технологии силикатов ТПУ . Возобновив научную работу, внес  ценное  предложение  об  использовании  золы  бурых углей  для  получения  цемента .

## Семья
Жена Александра Ивановна , домохозяйка.
Сын, Штауб Александр Карлович (21.09.1911, Саратов — 2012, Томск) — доцент геолого-географического факультета ТГУ, разработчик ряда проектов городского и сельского строительства .

## Комментарии
1. ↑  Штауб Александр Карлович. Родился в 1911 г. Проживал: г. Пенза. Приговорен: 11 ноября 1941 г., обв.: немцы (Указ ПВС СССР №21/160 от 28.08.1941). Приговор: спецпоселение в Томской обл.